# Muzeul Etnografic din Săcele
Muzeul Etnografic din Săcele este un muzeu județean din Săcele, amplasat în B-dul Brașovului nr. 153. Clădirea este monument istoric, atestată documentar în anul 1543. Timp de trei secole a servit ca loc de strângere a dijmelor. În timp, clădirea a suferit modificări, aspectul actual datând din anul 1804. Din 1848 Casa Dijmelor își pierde rolul inițial, primind diverse destinații de utilitate publică. În anul 1962 monumentul este preluat de Muzeul Județean Brașov, care organizează în anul 1964 prima expoziție permanentă, cu profil mixt istorico-etnografic. Din anul 1990 devine filială a Muzeului de Etnografie Brașov.  Muzeul adăpostește documente istorice, piese de port popular mocănesc și ceangăiesc, obiecte ce amintesc de cărăușitul mocanilor săceleni, unelte, obiecte de uz casnic, costume, reconstituiri de interioare sătești tradiționale.
Clădirea este monument istoric, atestată documentar în anul 1543. Timp de trei secole a servit ca loc de strângere a dijmelor. În timp, clădirea a suferit modificări, aspectul actual datând din anul 1804. Din 1848 „Casa Dijmelor” își pierde rolul inițial